# Szarlej (województwo kujawsko-pomorskie)
Szarlej – osada w Polsce położona w województwie kujawsko-pomorskim, w powiecie inowrocławskim, w gminie Kruszwica, nad Jeziorem Szarlejskim.

## Podział administracyjny
W latach 1975–1998 miejscowość administracyjnie należała do województwa bydgoskiego.

## Historia
Pierwsza wzmianka o wsi pochodzi z 2 poł. XIII w. jako o grodzie zwanym Zagoplem. W 1271 roku wymieniono jako właściciela Bezdziada z Zagopla. W czasach panowania Ludwika Węgierskiego zamek w Szarleju w 1373 roku po jednodniowym oblężeniu opanował książę gniewkowski Władysław Biały. Zamek wkrótce odzyskał starosta wielkopolski Sędziwoj z Szubina.

## Demografia
Według Narodowego Spisu Powszechnego (III 2011 r.) wieś liczyła 256 mieszkańców. Jest dwunastą co do wielkości miejscowością gminy Kruszwica.

## Zamek w Szarleju
Na terenie miejscowości zachowały się pozostałości wałów średniowiecznego zamku, który rozkazał zbudować tu prawdopodobnie książę gniewkowski Władysław Biały. 

## Zabytki
Według rejestru zabytków NID na listę zabytków wpisany jest zespół dworski z 2 poł. XIX w., nr rej.: 169/A z 15.06.1985:
- dwór z 1896 roku
- park dworski o powierzchni około 5 hektarów
- 2 stajnie, 2 poł. XIX w.
- 2 obory, 2 poł. XIX w.
- stodoła, 1884
- spichrz, ok. 1870.

## Galeria

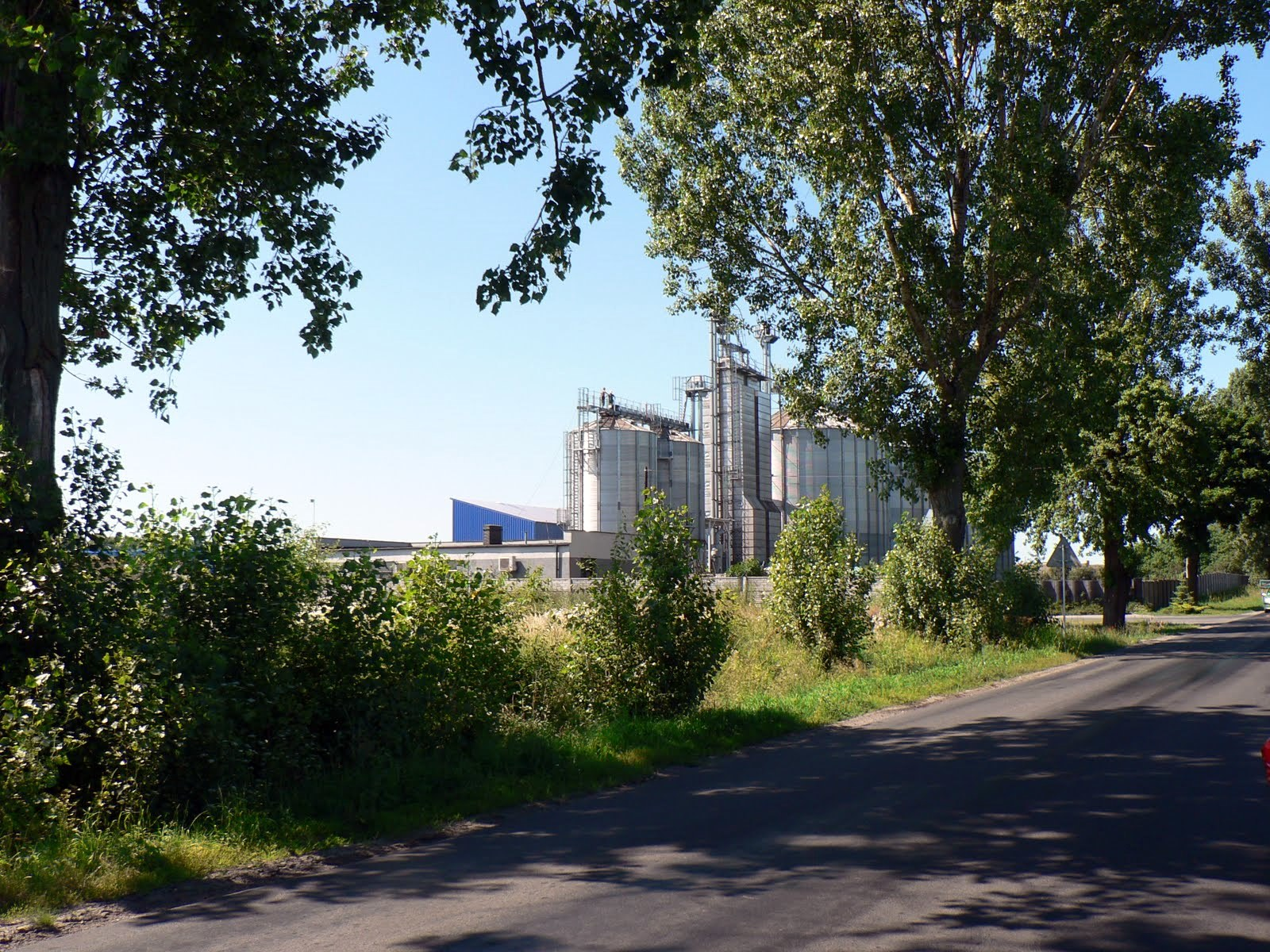
Szarlej - zakład przemysłowy